# Uomo dei fumetti
Jeffery "Jeff" Albertson, meglio conosciuto come Uomo dei fumetti (Comic Book Guy), è un personaggio della serie animata I Simpson.
Ispirato al commesso di una libreria di Los Angeles, Matt Groening ha osservato che spesso le persone si sono rivolte a lui dicendogli che sapevano a chi si era ispirato pensando a qualcuno in particolare, ma in realtà per l'autore è «ogni gestore di negozio di fumetti in America».

## Il personaggio
(L'uomo dei fumetti)
Jeff è il proprietario del negozio di fumetti di Springfield chiamato "Il Sotterraneo dell'Androide e Negozio delle Figurine da Baseball" (The Android's Dungeon & Baseball Card Shop). È noto anche per essere l'uomo più grasso di Springfield ma nell'episodio Maxi Homer Homer gli rubò il titolo il giorno in cui ingrassò volontariamente per lavorare da casa facendo felice Jeff soddisfatto finalmente di essere più magro di qualcuno. È un uomo irriverente e sarcastico e deride chiunque facendo associazioni con i suoi eroi dei fumetti. È laureato in ingegneria chimica e come parte della sua tesi ha tradotto l'intero Signore degli Anelli in Klingon. Il suo slogan è "Il peggior... mai visto", spesso detto con pause tra una parola e l'altra o enfatizzando la fine della frase.
In più di una puntata viene mostrato come l'Uomo Fumetto non ama affatto i bambini, anzi li detesta e li tratta male sfogando su di loro tutte le sue insicurezze. Nonostante ami fare il gradasso con i clienti, è piuttosto sfortunato e sembra non avere amici (eccetto Homer e forse Barney dal momento che i due si vedono spesso assieme sullo sfondo). Inoltre afferma di vivere ancora con i genitori rappresentando dunque lo stereotipo del nerd. Appassionato di fantascienza, ha un adesivo sulla sua macchina "L'altra mia macchina è il Millennium Falcon", citazione di Guerre stellari, che dice essergli stato regalato da Harrison Ford. La targa è NCC-1701, il numero dell'USS Enterprise di Star Trek. Possiede tutti i bootleg dei Clash e possiede una foto di Sean Connery firmata da Roger Moore e una T-shirt che recita: "C:\DOS C:\DOS\RUN RUN\DOS\RUN", indossata ad una riunione del capitolo di Springfield del Mensa.
Il retrobottega del suo negozio è pieno di videocassette piratate. Possiede una cintura di Star Trek vinta alla Star Trek Convention ma non l'ha mai indossata perché è di taglia media. Ha avuto una relazione con Agnes Skinner; in seguito con Edna Caprapall.
Con il suo QI di 170 è uno degli uomini più intelligenti di Springfield ed è quindi membro del Mensa, insieme a Seymour Skinner, al dottor Hibbert, a Lisa Simpson, al Professor Frink e Lindsey Naegle.
Nel decimo episodio della venticinquesima stagione si fidanza con una fumettista di manga giapponese di nome Kumiko Nakamura, e a fine episodio si sposano nella bottega dei fumetti ed il celebrante è Stan Lee. Da quando è sposato con Kumiko ha leggermente migliorato il suo carattere senza però perdere il suo sarcasmo.
Nell'undicesimo episodio della trentaduesima stagione, Kumiko chiede a Jeff di fare un bambino insieme a lei, ma questi rifiuta non sentendosi pronto. Nello stesso episodio, si scoprono le sue origini: Jeff nasce da una famiglia di collezionisti compulsivi che non gli prestavano molta attenzione, in particolare suo padre, l’Uomo dei Francobolli (Postage Stamp Fellow in originale), filatelico maniacale, che rinunciò a vedere la prima partita di baseball del figlio. I compagni di squadra lo gettarono in un cassetto dell'immondizia pieno di fumetti, e da quel giorno assunse il nome di Uomo Fumetto. Anni dopo, i due si riconciliano, e il padre gli regala la palla autografata del suo idolo, il giocatore professionista Sandy Koufax. Al termine della puntata, i due finalmente sono pronti a divenire genitori in futuro.